# Bocksberg (berg i Österrike, Vorarlberg)
Bocksberg är ett berg i Österrike.   Det ligger i distriktet Dornbirn och förbundslandet Vorarlberg, i den västra delen av landet, 500 km väster om huvudstaden Wien. Toppen på Bocksberg är 1 461 meter över havet, eller 304 meter över den omgivande terrängen. Bredden vid basen är 1,7 km.
Terrängen runt Bocksberg är varierad. Runt Bocksberg är det ganska tätbefolkat, med 166 invånare per kvadratkilometer.. Närmaste större samhälle är Dornbirn, 5,3 km norr om Bocksberg. 
I omgivningarna runt Bocksberg växer i huvudsak blandskog.